# Bergouey-Viellenave
Pour les articles homonymes, voir Bergouey et Viellenave.
Bergouey-Viellenave (en basque: Burgue-Erreiti) est une commune française située dans le département des Pyrénées-Atlantiques et la région Nouvelle-Aquitaine.

## Géographie

### Localisation
La commune de Bergouey-Viellenave se trouve dans le département des Pyrénées-Atlantiques, en région Nouvelle-Aquitaine.
Elle se situe à 79 km par la route de Pau, préfecture du département, à 47 km de Bayonne, sous-préfecture, et à 15 km de Saint-Palais, bureau centralisateur du canton du Pays de Bidache, Amikuze et Ostibarre dont dépend la commune depuis 2015 pour les élections départementales.
La commune fait en outre partie du bassin de vie de Peyrehorade.
Les communes les plus proches sont : 
Arancou (2,4 km), Ilharre (3,7 km), Labets-Biscay (4,3 km), Labastide-Villefranche (4,4 km), Masparraute (4,8 km), Arraute-Charritte (4,8 km), Abitain (5,5 km), Escos (5,5 km).
Sur le plan historique et culturel, Bergouey-Viellenave fait partie de la province de la Basse-Navarre, un des sept territoires composant le Pays basque,. La Basse-Navarre en est la province la plus variée en ce qui concerne son patrimoine, mais aussi la plus complexe du fait de son morcellement géographique. Depuis 1999, l'Académie de la langue basque ou Euskalzaindia divise la Basse-Navarre en six zones,. La commune est dans le pays d’Agramont (Agaramonte), au nord de ce territoire.

### Communes limitrophes
Les communes limitrophes sont  Arancou, Arraute-Charritte, Ilharre, Labastide-Villefranche, Labets-Biscay et Masparraute.
|                   | Arancou             |                        |
| Arraute-Charritte | Bergouey-Viellenave | Labastide-Villefranche |
| Masparraute       | Labets-Biscay       | Ilharre                |

### Hydrographie

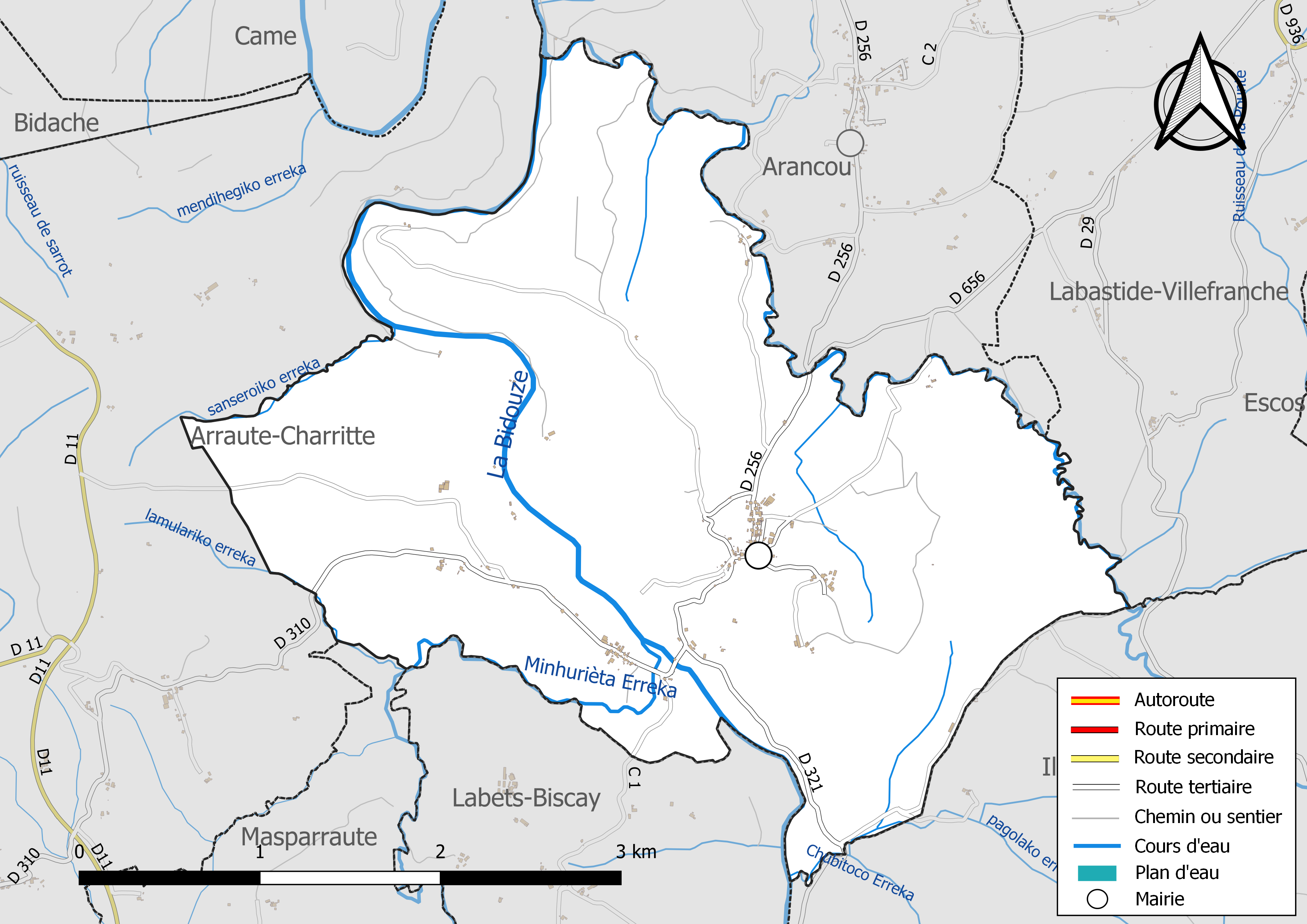
Réseaux hydrographique et routier de Bergouey-Viellenave.

La commune est drainée par la Bidouze, le Lauhirasse, Minhurièta erreka, Chubitoco erreka, lamulariko erreka, pagolako erreka, sanseroiko erreka, et par divers petits cours d'eau, constituant un réseau hydrographique de 15 km de longueur totale,.
La Bidouze, d'une longueur totale de 82,2 km, prend sa source dans la commune d'Aussurucq et s'écoule du sud vers le nord. Elle traverse la commune et se jette dans l'Adour à Guiche, après avoir traversé 26 communes.
Le Lauhirasse, d'une longueur totale de 19,1 km, prend sa source dans la commune d'Arbouet-Sussaute et s'écoule du sud-est vers le nord-ouest. Il traverse la commune et se jette dans la Bidouze à Arancou, après avoir traversé 6 communes.

### Climat
Pour des articles plus généraux, voir Climat de la Nouvelle-Aquitaine et Climat des Pyrénées-Atlantiques.
Historiquement, la commune est exposée à un micro climat océanique basque.  
En 2020, Météo-France publie une typologie des climats de la France métropolitaine dans laquelle la commune est exposée à un climat de montagne et est dans la région climatique Pyrénées atlantiques, caractérisée par une pluviométrie élevée (>1 200 mm/an) en toutes saisons, des hivers très doux (7,5 °C en plaine) et des vents faibles.
Pour la période 1971-2000, la température annuelle moyenne est de 13,9 °C, avec une amplitude thermique annuelle de 13,7 °C. Le cumul annuel moyen de précipitations est de 1 336 mm, avec 12,5 jours de précipitations en janvier et 8,3 jours en juillet. Pour la période 1991-2020, la température moyenne annuelle observée sur la station météorologique la plus proche, située sur la commune d'Aïcirits-Camou-Suhast à 10 km à vol d'oiseau, est de 14,3 °C et le cumul annuel moyen de précipitations est de 1 219,1 mm,. Pour l'avenir, les paramètres climatiques de la commune estimés pour 2050 selon différents scénarios d’émission de gaz à effet de serre sont consultables sur un site dédié publié par Météo-France en novembre 2022.

### Milieux naturels et biodiversité

#### Réseau Natura 2000
Le réseau Natura 2000 est un réseau écologique européen de sites naturels d'intérêt écologique élaboré à partir des Directives « Habitats » et « Oiseaux », constitué de zones spéciales de conservation (ZSC) et de zones de protection spéciale (ZPS).
Un site Natura 2000 a été défini sur la commune au titre de la « directive Habitats » : « la Bidouze (cours d'eau) », d'une superficie de 2 570 ha, un vaste réseau hydrographique drainant les coteaux du Pays basque,.

#### Zones naturelles d'intérêt écologique, faunistique et floristique
L’inventaire des zones naturelles d'intérêt écologique, faunistique et floristique (ZNIEFF) a pour objectif de réaliser une couverture des zones les plus intéressantes sur le plan écologique, essentiellement dans la perspective d’améliorer la connaissance du patrimoine naturel national et de fournir aux différents décideurs un outil d’aide à la prise en compte de l’environnement dans l’aménagement du territoire.
Une ZNIEFF de type 2 est recensée sur la commune, : 
le « réseau hydrographique de la Bidouze et annexes hydrauliques » (2 867,4 ha), couvrant 30 communes dont 1 dans les Landes et 29 dans les Pyrénées-Atlantiques.

## Urbanisme

### Typologie
Au 1er janvier 2024, Bergouey-Viellenave est catégorisée commune rurale à habitat très dispersé, selon la nouvelle grille communale de densité à sept niveaux définie par l'Insee en 2022.
Elle est située hors unité urbaine et hors attraction des villes,.

### Occupation des sols

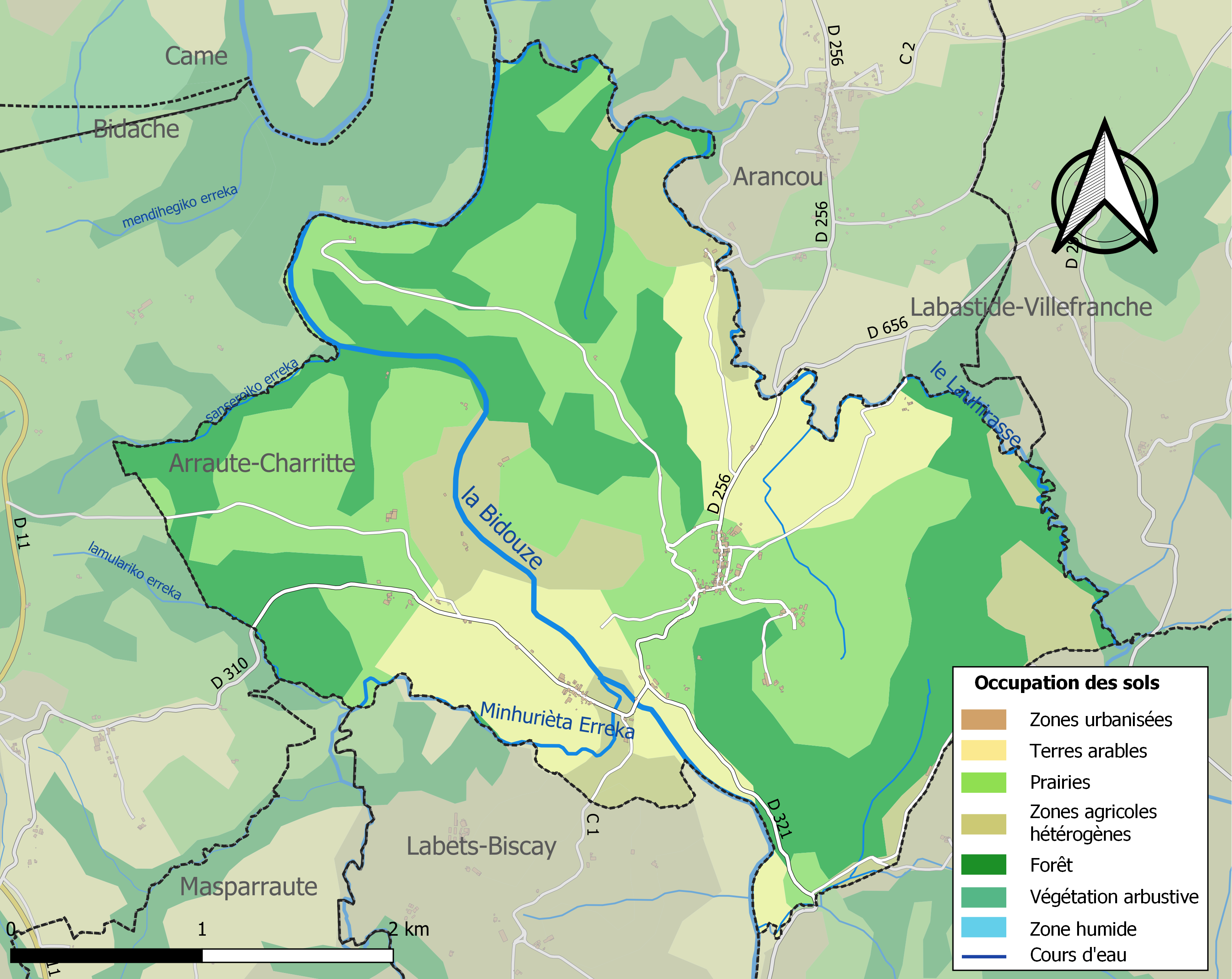
Carte des infrastructures et de l'occupation des sols de la commune en 2018 (CLC).

L'occupation des sols de la commune, telle qu'elle ressort de la base de données européenne d’occupation biophysique des sols Corine Land Cover (CLC), est marquée par l'importance des territoires agricoles (64,5 % en 2018), une proportion sensiblement équivalente à celle de 1990 (64,1 %). La répartition détaillée en 2018 est la suivante : 
forêts (35,5 %), prairies (33,8 %), terres arables (17,5 %), zones agricoles hétérogènes (13,3 %). L'évolution de l’occupation des sols de la commune et de ses infrastructures peut être observée sur les différentes représentations cartographiques du territoire : la carte de Cassini (XVIIIe siècle), la carte d'état-major (1820-1866) et les cartes ou photos aériennes de l'IGN pour la période actuelle (1950 à aujourd'hui).

### Lieux-dits et hameaux
Quatre quartiers composent la commune de Bergouey-Viellenave :
- la Lande ;
- Heyguelusse ;
- le Village ;
- Galin.

Quelques lieudits d'après les cartes IGN :
- Aguerre (borde)[10]
- Aribets[10]
- Arroques (las)[10]
- Barneichs (les)[10]
- Barrandie[10]
- Bellevue[10]
- Bergouey[10]
- Bergouey (pont de)[10]
- Bourdious (les)[10]
- Cami[10]
- Carboueres (les)[10]
- Casaus[10]
- Chuscou[10]
- Coudain (le)[10]
- Courrettes (les)[10]
- Galharret[10]
- Galin (bois de)[10]
- Gramont (vestiges du château)[10]
- Gué[10]
- Heyguelusse
- Hunard (borde)[10]
- Laborde[10]
- Lagouarde[10]
- Lagouarde (borde)[10]
- Larrécot[10]
- Lavignotte[10]
- Lespérats[10]
- Lespitau (borde)[10]
- Loussebie[10]
- Maisonnave[10]
- Mariette[10]
- Montoulieu[10]
- Mountre (borde)[10]
- Olhagi[10]
- Sagorre (borde de)[10]
- Saint-Martin[10]
- Salhong[10]
- Teileria[10]
- Tisnérot[10]
- Tournerie[10]
- Viellenave-sur-Bidouze[10]

### Voies de communication et transports
La commune est accessible par les routes départementales D 256, D 310 et D 321.

### Risques majeurs
Le territoire de la commune de Bergouey-Viellenave est vulnérable à différents aléas naturels : météorologiques (tempête, orage, neige, grand froid, canicule ou sécheresse), inondations et séisme (sismicité modérée). Un site publié par le BRGM permet d'évaluer simplement et rapidement les risques d'un bien localisé soit par son adresse soit par le numéro de sa parcelle.
Certaines parties du territoire communal sont susceptibles d’être affectées par le risque d’inondation par une crue torrentielle ou à montée rapide de cours d'eau, notamment la Bidouze, le Minhurièta Erreka et le Lauhirasse. La commune a été reconnue en état de catastrophe naturelle au titre des dommages causés par les inondations et coulées de boue survenues en 1982, 2009, 2013, 2014 et 2021,.

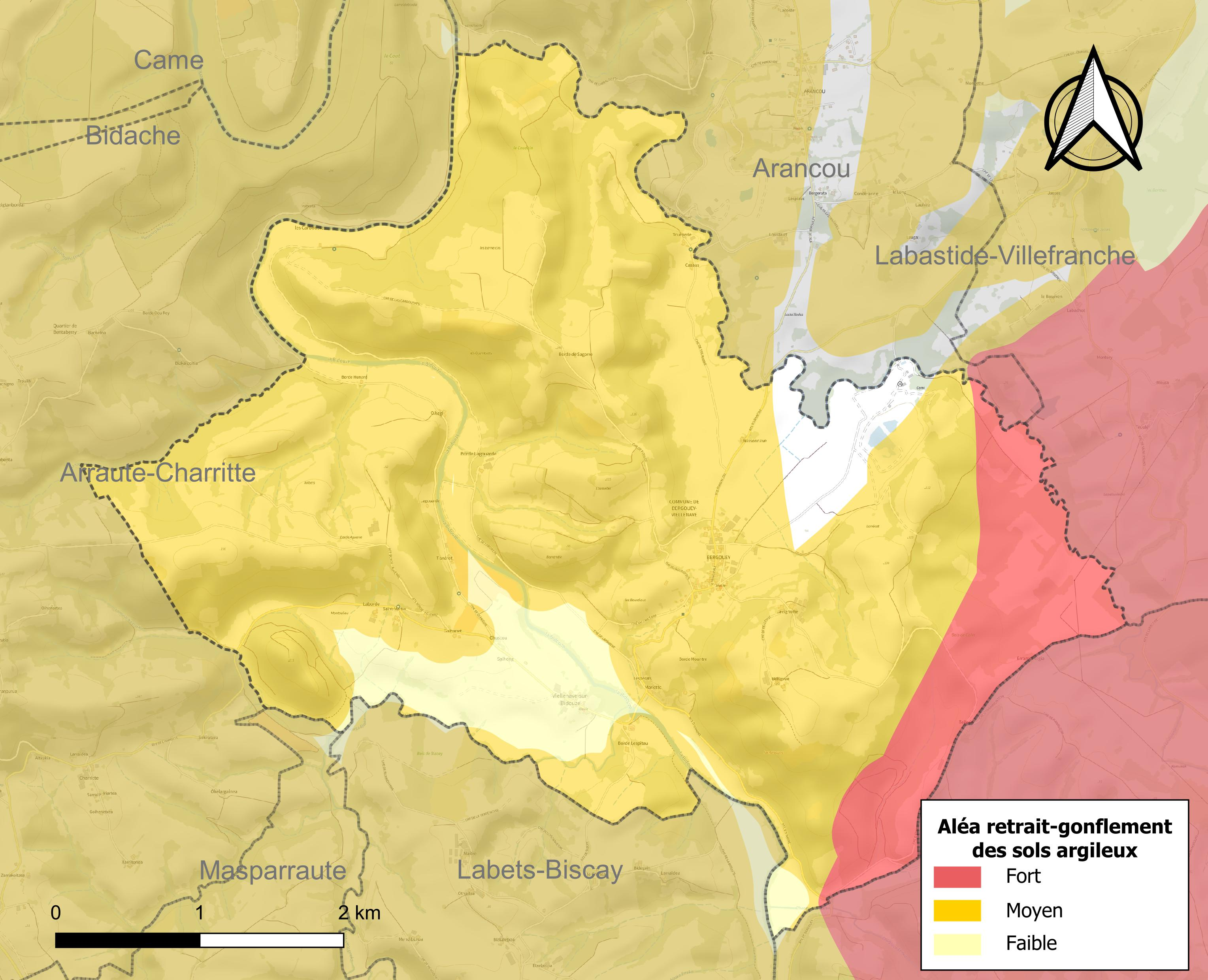
Carte des zones d'aléa retrait-gonflement des sols argileux de Bergouey-Viellenave.

Le retrait-gonflement des sols argileux est susceptible d'engendrer des dommages importants aux bâtiments en cas d’alternance de périodes de sécheresse et de pluie. 89,9 % de la superficie communale est en aléa moyen ou fort (59 % au niveau départemental et 48,5 % au niveau national). Depuis le 1er octobre 2020, en application de la loi ELAN, différentes contraintes s'imposent aux vendeurs, maîtres d'ouvrages ou constructeurs de biens situés dans une zone classée en aléa moyen ou fort,.
Concernant les mouvements de terrains, la commune a été reconnue en état de catastrophe naturelle au titre des dommages causés par des mouvements de terrain en 2013.

## Toponymie

### Attestations anciennes
Le toponyme Bergouey apparaît sous les formes 
Bergui (vers 982, cartulaire de Saint-Sever), 
bergai (1150, 
sancta maria de bergui (1160), 
Bergoy (1286, rôles gascons), 
berguy (1292 et 1304), 
Bergoi (XIIIe siècle, collection Duchesne volume CXIV), 
bergui (1305), 
bergouey (1316), 
Bergoey (1397, notaires de Navarrenx) et 
Bergoney (1793 ou an II).
Le toponyme Viellenave apparaît sous les graphies
Villanueva et lo castet de Villanava (respectivement 1247 et 1308, collection Duchesne volume CXIV), 
vilanova et vyllanueva (1249 pour les deux formes) et 
Viellenave-de-Bidache (1801, Bulletin des lois).

### Étymologie
Il pourrait avoir une origine latine.
Jean-Baptiste Orpustan signale que le nom basque moderne, Erreiti, est vraisemblablement la « forme raccourcie d’un ancien *iriberribehe(i)ti », soit « ville neuve d’en bas ».

### Nom en basque et en occitan gascon
Le nom basque de Bergouey-Viellenave est Burgue-Erreiti. Il fut normalisé par l'Académie de la langue basque le 19 décembre 2003.
Les gentilés correspondants sont burguetar et erreitiar, normalisés eux-aussi le 19 décembre 2003.
Son nom occitan gascon est Verguei.

## Histoire
La commune de Bergouey faisait partie du duché de Gramont. Les ruines du premier château des Gramonts (XIe siècle) sont encore visibles à Viellenave.
Le 1er janvier 1973, les trois communes d'Arancou, Bergouey et Viellenave-sur-Bidouze fusionnent. Le 15 novembre 1977, Arancou redevient indépendante alors que Bergouey et Viellenave restent associées.

## Héraldique
| Blason | Blasonnement : Écartelé au 1 d'azur à la croix de Saint Jacques cousue de gueules chargée en cœur d'une coquille renversée d'or ; au 2 d'or au lion de gueules armé et lampassé d'azur ; au 3 d'or à la vache passante de gueules ; au 4 d'azur au pont à trois arches d'or posé sur deux trangles ondées d'argent. |

## Politique et administration
| Période                                  | Période                   | Identité                   | Étiquette | Qualité |
| ---------------------------------------- | ------------------------- | -------------------------- | --------- | ------- |
| 1995                                     | 2001                      | Élise Bergeret             |           |         |
| 2001                                     | 2020                      | Jean-Pascal Larrodé        | DVD       |         |
| 2020                                     | décembre 2024 (démission) | Félix Noblia               |           |         |
| 2025                                     | En cours                  | Laurence Massondo-Bessouat |           |         |
| Les données manquantes sont à compléter. |                           |                            |           |         |

### Intercommunalité
La commune fait partie de trois structures intercommunales :
- la communauté d'agglomération Pays basque ;
- le syndicat d'énergie des Pyrénées-Atlantiques ;
- l'agence publique de gestion locale.

## Population et société

### Démographie
Le gentilé est Bergoueyot,.
L'évolution du nombre d'habitants est connue à travers les recensements de la population effectués dans la commune depuis 1793. Pour les communes de moins de 10 000 habitants, une enquête de recensement portant sur toute la population est réalisée tous les cinq ans, les populations de référence des années intermédiaires étant quant à elles estimées par interpolation ou extrapolation. Pour la commune, le premier recensement exhaustif entrant dans le cadre du nouveau dispositif a été réalisé en 2005.

En 2022, la commune comptait 120 habitants, en évolution de +2,56 % par rapport à 2016 (Pyrénées-Atlantiques : +3,78 %, France hors Mayotte : +2,11 %).
| 1793 | 1800 | 1806 | 1821 | 1831 | 1836 | 1841 | 1846 | 1851 |
| ---- | ---- | ---- | ---- | ---- | ---- | ---- | ---- | ---- |
| 339  | 348  | 373  | 403  | 418  | 449  | 460  | 444  | 383  |

| 1856 | 1861 | 1866 | 1872 | 1876 | 1881 | 1886 | 1891 | 1896 |
| ---- | ---- | ---- | ---- | ---- | ---- | ---- | ---- | ---- |
| 363  | 369  | 365  | 340  | 362  | 338  | 324  | 308  | 274  |

| 1901 | 1906 | 1911 | 1921 | 1926 | 1931 | 1936 | 1946 | 1954 |
| ---- | ---- | ---- | ---- | ---- | ---- | ---- | ---- | ---- |
| 354  | 335  | 280  | 224  | 191  | 180  | 184  | 173  | 149  |

| 1962 | 1968 | 1975 | 1982 | 1990 | 1999 | 2005 | 2006 | 2010 |
| ---- | ---- | ---- | ---- | ---- | ---- | ---- | ---- | ---- |
| 122  | 100  | 261  | 146  | 120  | 112  | 117  | 111  | 127  |

| 2015 | 2020 | 2022 | - | - | - | - | - | - |
| ---- | ---- | ---- | - | - | - | - | - | - |
| 119  | 116  | 120  | - | - | - | - | - | - |

De 1793 à 1968, la population indiquée ne reflète que celle de Bergouey, encore séparé de Viellenave, dont la population durant cette même période est décrite ci-dessous.
| 1793 | 1800 | 1806 | 1821 | 1831 | 1836 | 1841 | 1846 | 1851 |
| ---- | ---- | ---- | ---- | ---- | ---- | ---- | ---- | ---- |
| 214  | 185  | 193  | 199  | 205  | 209  | 202  | 206  | 193  |

| 1856 | 1861 | 1866 | 1872 | 1876 | 1881 | 1886 | 1891 | 1896 |
| ---- | ---- | ---- | ---- | ---- | ---- | ---- | ---- | ---- |
| 181  | 165  | 177  | 142  | 150  | 139  | 130  | 133  | 121  |

| 1901 | 1906 | 1911 | 1921 | 1926 | 1931 | 1936 | 1946 | 1954 |
| ---- | ---- | ---- | ---- | ---- | ---- | ---- | ---- | ---- |
| 128  | 106  | 108  | 97   | 88   | 90   | 83   | 81   | 70   |

| 1962 | 1968 | - | - | - | - | - | - | - |
| ---- | ---- | - | - | - | - | - | - | - |
| 71   | 51   | - | - | - | - | - | - | - |

## Économie
L'activité est principalement agricole. La commune fait partie de la zone d'appellation de l'ossau-iraty.
Une carrière (sables et granulats) est en activité sur la commune.

## Culture locale et patrimoine
La fête communale a lieu le 15 août, à la suite de la fête patronale se déroulant fin juillet

### Patrimoine linguistique

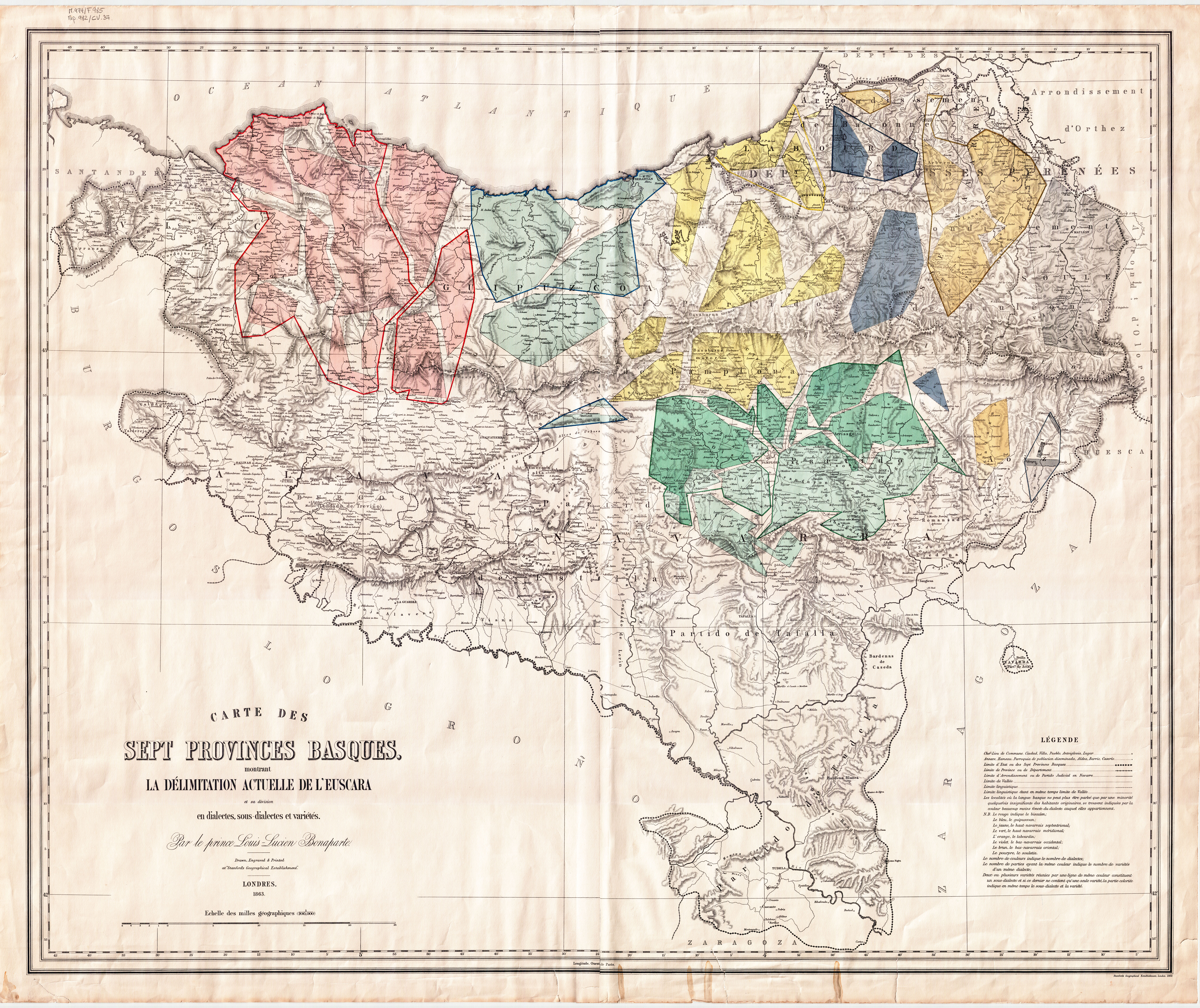
Carte des sept provinces basques (1), 1863

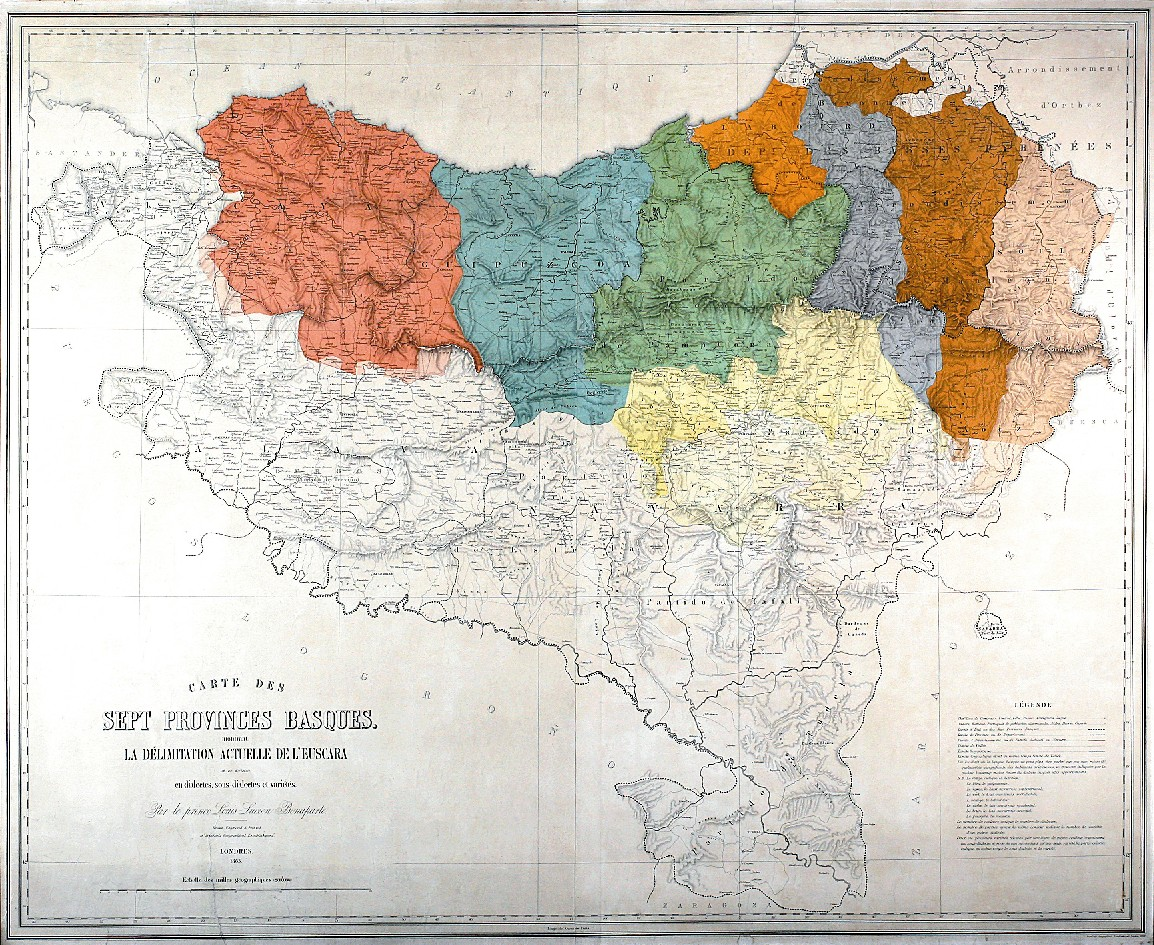
Carte des sept provinces basques (2), 1863

Les deux versions de la Carte des sept provinces basques montrant la délimitation actuelle de l'euscara en dialectes, sous-dialectes et variétés dressée en 1863 par le prince Louis-Lucien Bonaparte placent Bergouey-Viellenave en dehors de l'aire bascophone.
Le Recueil de linguistique et de toponymie des Pyrénées réalisé en 1887 par Julien Sacaze  nous livre pour Bergouey et pour Viellenave une version en gascon, composée d'une traduction de deux textes mythologiques, ainsi que d'une liste des micro-toponymes de la commune.
Le Recueil des idiomes de la région gasconne réalisé en 1894 par le linguiste Édouard Bourciez nous livre pour Bergouey et pour Viellenave une version de la parabole de l'enfant prodigue traduite en gascon.
La carte du Pays basque français dressée en 1943 par Maurice Haulon laisse apparaître la "démarcation actuelle entre la langue basque et les dialectes romans", incluant les anciennes communes de Bergouey et de Viellenave-sur-Bidouze dans l'aire gasconophone.

### Patrimoine civil
Le château des Gramont fut construit au XIIe siècle. Une partie a survécu à l'usure du temps.
La commune présente un ensemble de maisons et fermes anciennes (Sallahart 1585, Apathe 1673, Barnetche, maison de maître du XVIIe siècle).
Le pont dit romain, cité dès le XIIe siècle et remanié au XVIIIe siècle présente quatre arches sur la Bidouze.
Le moulin accolé au  pont de Viellenave et cité dès le XIIe siècle, fut reconstruit au XVIIe siècle. Les meules, four à pain et barrage sont en restauration depuis 2002.

### Patrimoine religieux
L'église Saint-Jacques-le-Majeur, du XIIIe siècle, restaurée au XIXe siècle, située sur les chemins de Saint-Jacques-de-Compostelle, est inscrite comme monument historique pour son portail en façade roman. Elle recèle un bénitier et deux statues inventoriées par le ministère de la Culture, un siège de célébrant du XIXe siècle, un bénitier du XVe siècle, un ensemble du maître-autel (autel, gradin d'autel, tabernacle) du XIXe siècle, ainsi que deux verrières (saint Jacques le Majeur et sainte Jeanne d'Arc).
L'église de l'Assomption-de-la-Bienheureuse-Vierge-Marie date du XIXe siècle. Elle possède trois  verrières, un confessionnal, un chemin de croix et cinq statues inventoriées par le ministère de la Culture.
Le cimetière possède trois stèles discoïdales,, répertoriées par le ministère de la Culture.

## Pour approfondir